# Betriebshof Halle-Ammendorf
Der Betriebshof Ammendorf der Halleschen Verkehrs-AG (HAVAG) befand sich im Süden von Halle (Saale) an der Merseburger Straße. Er wurde 1902 mit der Überlandbahn Halle–Bad Dürrenberg in Betrieb genommen. Bestandteil des Betriebshofs war eine Wagenhalle mit zehn Einfahrtgleisen als Abstell- und Werkstatthalle mit mehreren Werkstattgruben. Zum Betriebshof gehörten weiterhin ein Sozialgebäude mit Fahrdienstleitung und einige Nebengebäude. Der Betriebshof wurde 1997 mit der Inbetriebnahme des neuen Betriebshofs Rosengarten stillgelegt. Seitdem erfolgte keine Nutzung, die Anlagen verfielen. Februar 2018 wurde mit dem Abriss des Betriebshofs begonnen. Im Mai 2019 wurden dann auf dem vollständig abgeräumten Gelände Filialen der Supermarktkette Rewe und der Drogeriemarktkette Rossmann eröffnet.

## Galerie

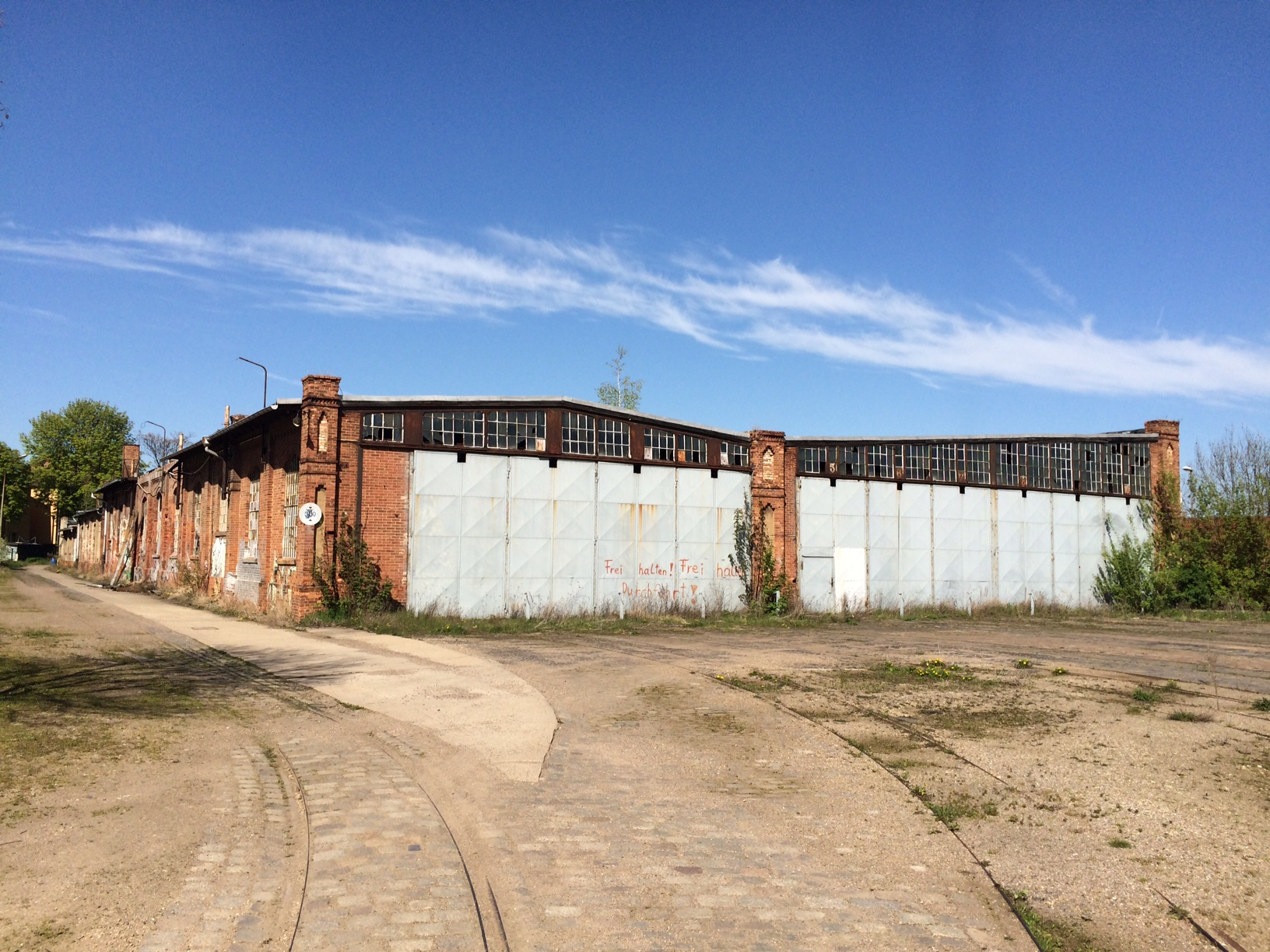
Portal der Wagen- und Werkstatthalle
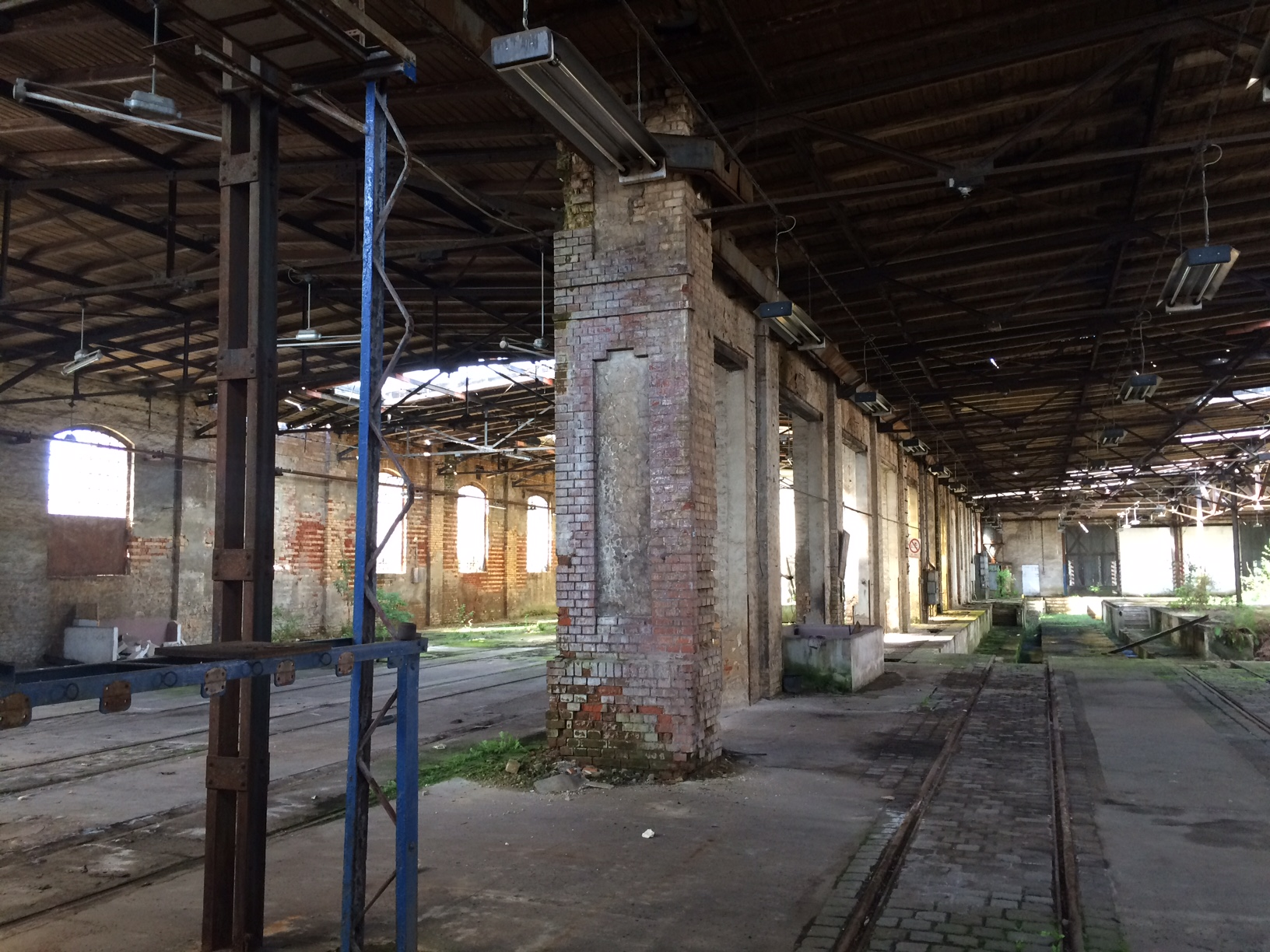
Innenansicht der Wagen- und Werkstatthalle
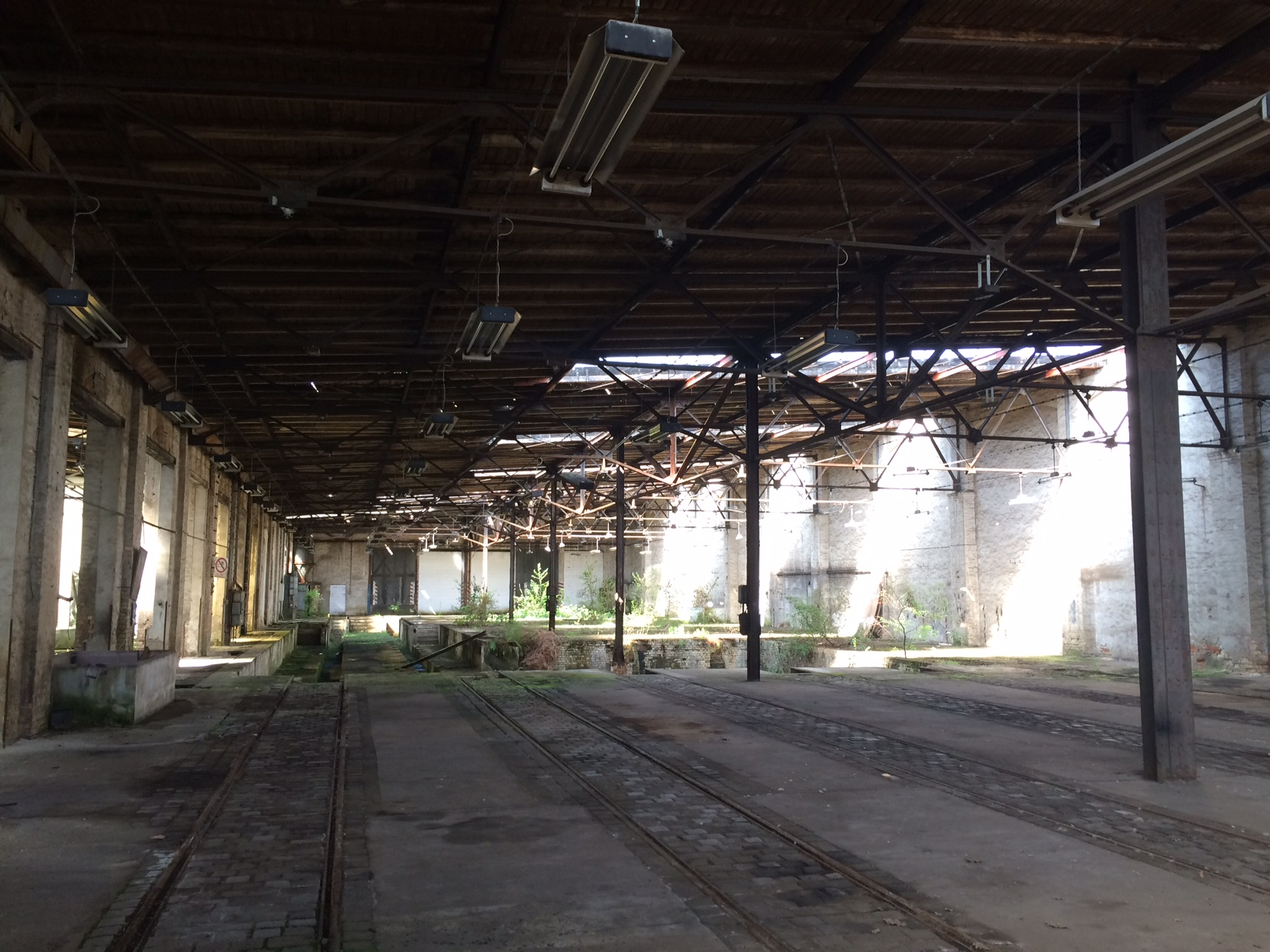
Innenansicht der Wagen- und Werkstatthalle